# Большой Головский
Большой Головский — хутор в Новоаннинском районе Волгоградской области России, в составе Деминского сельского поселения. Хутор расположен при балке Головской в 46 км от города Новоаннинский
Население — 208 (2010)

## История
Основан как хутор Головский. Хутор относился к юрту станицы Дурновской Хопёрского округа Земли Войска Донского. Согласно Списку населённых мест Земли Войска Донского в 1859 года на хуторе проживали 95 мужчин и 92 женщины.
Согласно переписи населения 1897 года на хуторе проживали 146 мужчин и 149 женщин. Большинство населения было неграмотным: грамотных мужчин — 26 (17,8 %), грамотных женщин — нет (0 %).
Согласно алфавитному списку населённых мест Области Войска Донского 1915 года земельный надел хутора составлял 1400 десятин, в населённом пункте проживало 160 мужчин и 167 женщин, имелось хуторское правление.
С 1928 года хутор Большой Головский в составе Новоаннинского района Хопёрского округа (упразднён в 1930 году) Нижне-Волжского края (с 1934 года — Сталинградского края,, с 1936 года Сталинградской области). До 1954 года хутор являлся центром самостоятельного Головского сельсовета. В 1954 году Деминский, Дубовский и Головский сельсоветы были объединены в один Деминский сельсовет (центр – хутор Деминский)

## География
Хутор находится в лесостепи, в пределах Хопёрско-Бузулукской равнины, являющейся южным окончанием Окско-Донской низменности, по правой стороне балки Головской (левый приток реки Акчерни), на высоте около 120-140 метров над уровнем моря. Почвы — чернозёмы обыкновенные.
По автомобильным дорогам расстояние до областного центра города Волгоград составляет 290 км, до районного центра города Новоаннинский — 46 км, до административного центра сельского поселения хутора Деминский — 9 км. В 5,5 км к северо-востоку-северу расположен ближайший населённый пункт хутор Малый Дубовский.
Часовой пояс
Большой Головский, как и вся Волгоградская область, находится в часовой зоне МСК (московское время). Смещение применяемого времени относительно UTC составляет +3:00.

## Население
Динамика численности населения по годам:
| 1859 | 1873 | 1897 | 1915 | 1987 | 2002 |
| ---- | ---- | ---- | ---- | ---- | ---- |
| 186  | 267  | 295  | 327  | ≈360 | 233  |

| 2010 |
| ---- |
| 208  |